# 鎌倉エフエム放送
鎌倉エフエム放送株式会社（かまくらエフエムほうそう）は、神奈川県鎌倉市の一部地域を放送対象地域として超短波放送（FM放送）を営む特定地上基幹放送事業者である。
かまくらFMの愛称でコミュニティ放送を行っている。

## 概要
1994年（平成6年）開局。
1993年（平成5年）の「鎌倉夏まつり」に、鎌倉青年会議所の有志が7月29日から8月17日まで運営したイベント放送局KOTOかまくらFM（呼出符号JOHZ-FM、呼出名称かまくらなつまつりエフエム、周波数76.1MHｚ、空中線電力2W）が前身である。
出資比率から、鎌倉市と第5代社長で取締役会長の須藤一郎がマスメディア集中排除原則にいう支配関係にある。
本社・演奏所（スタジオ）は当初由比ヶ浜(鎌倉市由比ガ浜3-6-2）にあり、ミントグリーンのお洒落な平屋建て社屋であったが、社屋の老朽化及び津波発生時の浸水・水没の恐れがあったことから、2012年（平成24年）に長谷の旧鎌倉市消防本部長谷出張所の3階に移転
した。

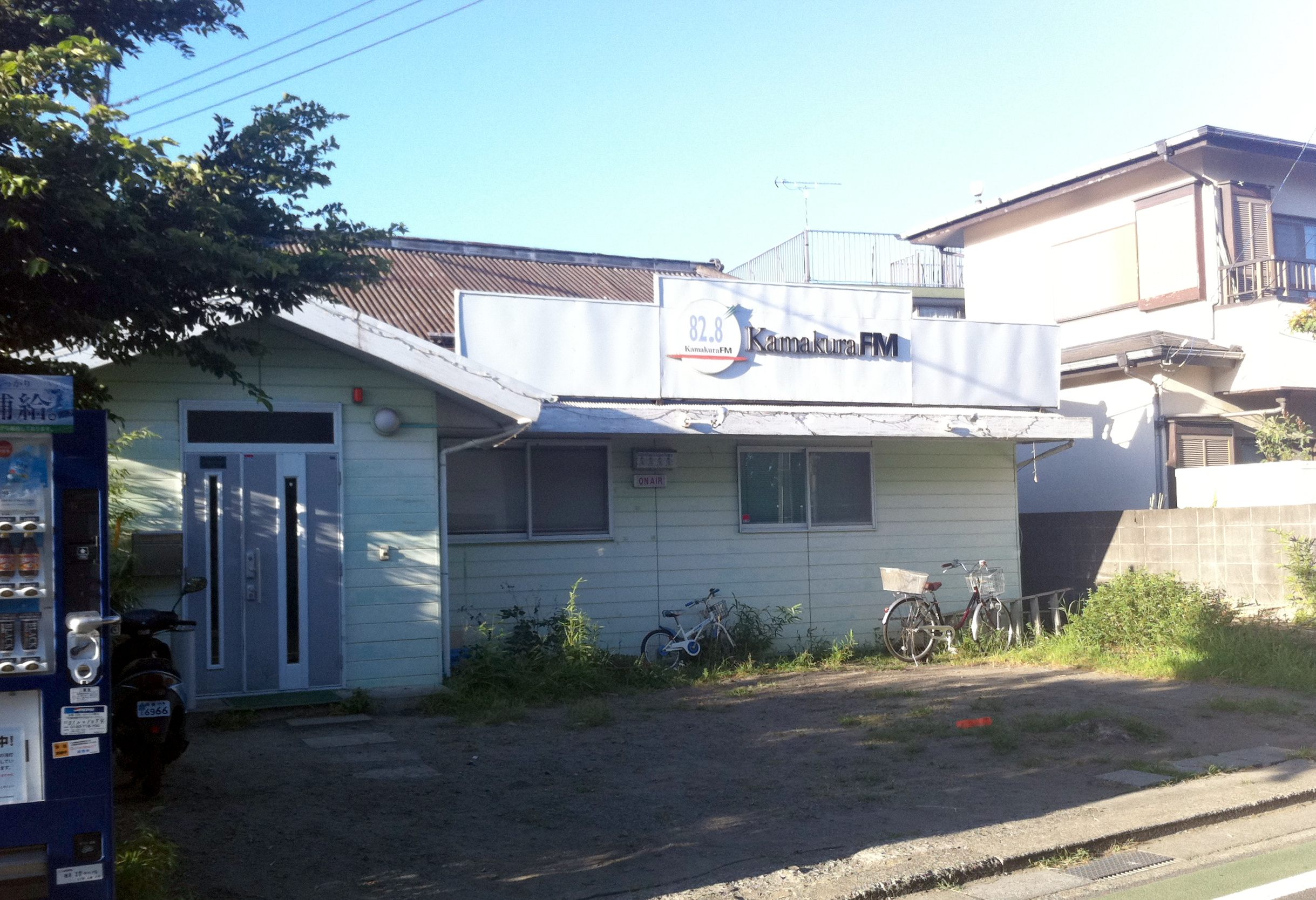
旧局舎（2011年7月撮影）

送信所は今泉にあり、放送局（現・特定地上基幹放送局）は呼出符号JOZZ3AF-FM、呼出名称かまくらエフエム、周波数82.8MHz、当初の空中線電力は10Wで放送区域は鎌倉市の一部地域、2002年（平成14年）に20Wに増力した。
今泉は鎌倉市北部に位置する山がちな地区で、大平山上の海抜151m地点に送信所はある。立地としては決して悪くないが、山を多く擁する鎌倉市の地形により一部地区では明瞭な受信ができない。
サービスエリアは、鎌倉市と藤沢市、茅ヶ崎市、逗子市、葉山町、横浜市、厚木市、伊勢原市、小田原市、静岡県伊東市の各一部と称している。
ジェイコム湘南・神奈川（旧称ジェイコム鎌倉）でも再送信している。
インターネット配信はJCBAインターネットサイマルラジオによる。
番組は大半が自社制作番組を放送するが、同番組がない時間帯は、エフエム東京子会社のミュージックバードのジャズチャンネル「Swing Easy」を放送する。

## 沿革
- 1994年（平成6年）
  - 9月1日 - 鎌倉エフエム放送株式会社設立[7]
  - 12月20日 - 放送局の免許取得[8]
  - 12月24日 - 開局[8]
- 2002年（平成14年）
  - 12月24日 - 空中線電力を20Wに増力[9]
- 2012年（平成24年）
  - 4月23日 - 本社・スタジオを長谷に移転[4]
  - 8月1日 - JCBAインターネットサイマルラジオによるインターネット配信開始[10]

## 主な番組
- かまくらじお
- おはようかまくら

パーソナリティー日替わり
- かまくらJAZZ喫茶 ディープ
- 鎌倉シーサイド・ステーション

パーソナリティー日替わり
- シーサイド・カフェ828

パーソナリティー日替わり
- 行きあたり、バッチリ!?
- クラシック音楽への誘い
- ミリオンちゃんねる（カイ・アベタツヤ）
- 鎌倉オトスケッチ（小川コータ&とまそん）
- カマアニNEXT（安倍ようこ　ヒサマル　海潤）
- コトダマラジオ（NOW ON AIR）
- 鎌倉アンティークス 土橋正臣の No Antique No Life（土橋正臣）
- 世界はジャズを求めてる～木曜（第1週）村井康司・（第2週）池上信次・（第3週）柳樂光隆・（第4週）伊藤嘉章/岡本郁生
- 日野美歌のMIKA NOVA（日野美歌）